# Malabaila haussknechtii
Malabaila haussknechtii är en flockblommig växtart som beskrevs av Carl Georg Oscar Drude. Malabaila haussknechtii ingår i släktet Malabaila och familjen flockblommiga växter. Inga underarter finns listade i Catalogue of Life.